# Scalinata delle Caravelle

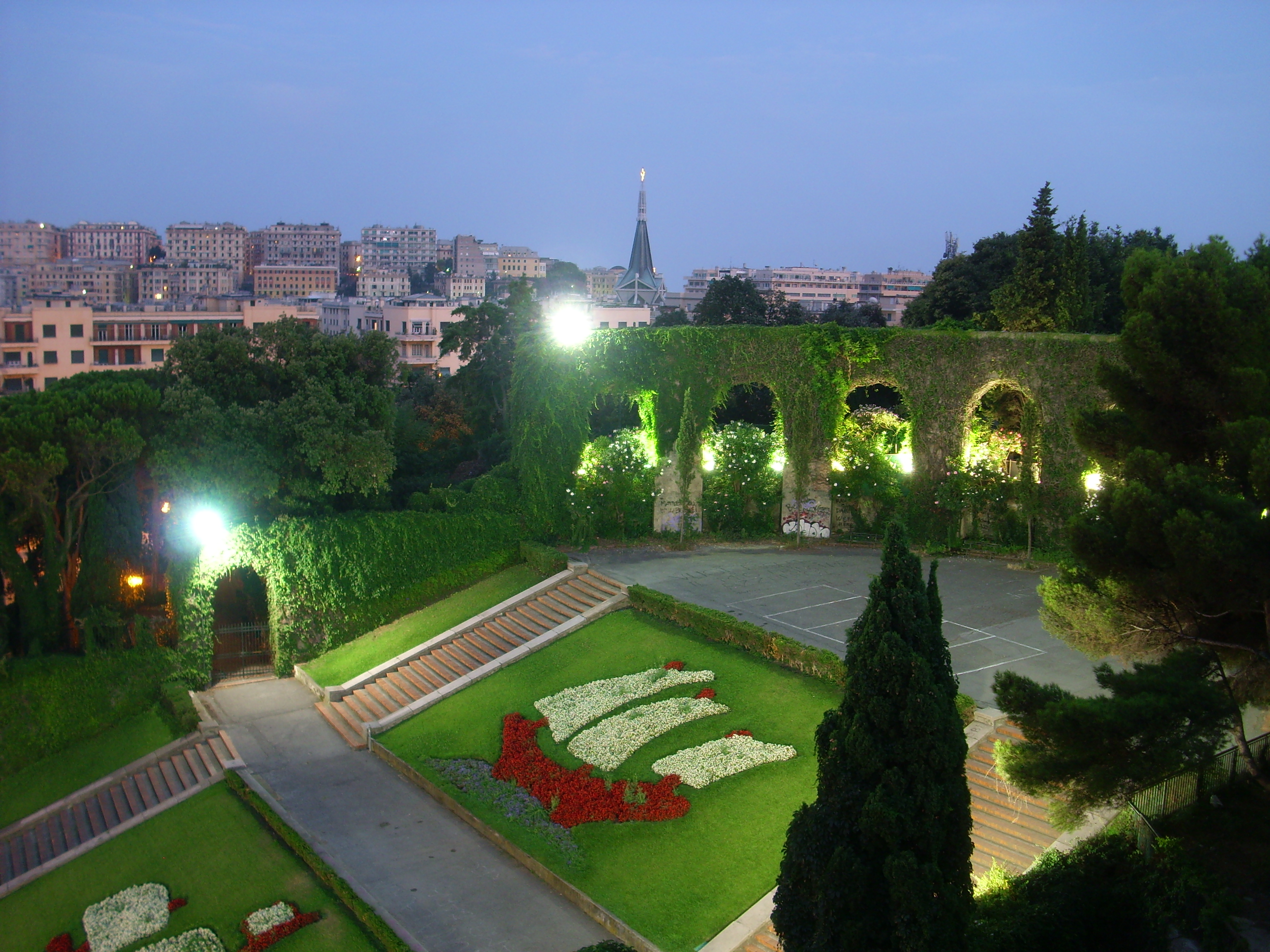
La sommità della scalinata delle Caravelle al tramonto

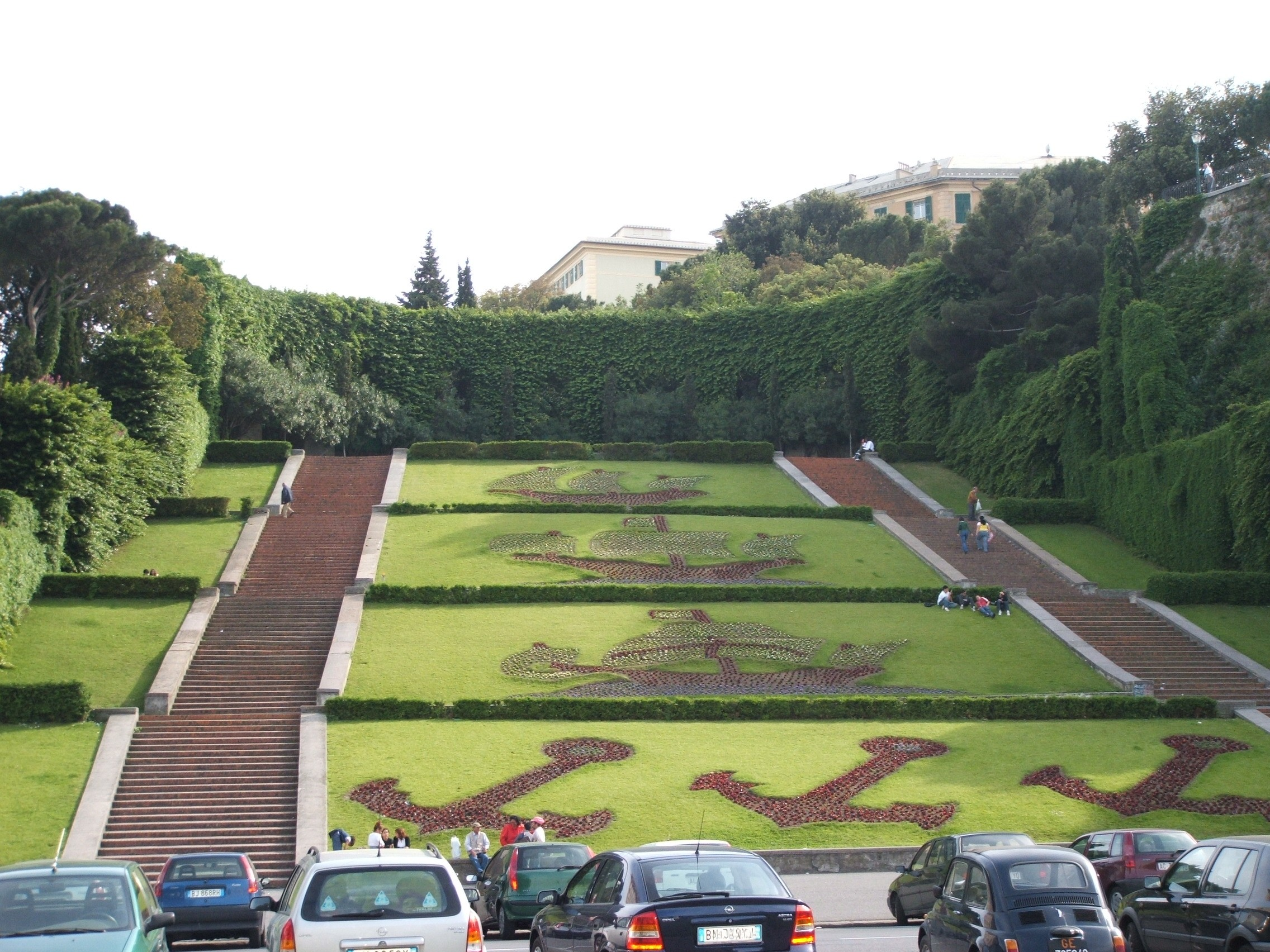
La scalinata delle Caravelle

La scalinata del Milite ignoto, popolarmente nota come scalinata delle tre Caravelle in virtù dei caratteristici arredi floreali delle aiuole, è un'opera urbanistica monumentale nel centro di Genova.
L'università di Genova la definisce un "monumento commemorativo" e "raccordo tra le mura delle città", urbanisticamente funge da collegamento diretto fra piazza della Vittoria e il quartiere di Carignano.

## Storia
La realizzazione della scalinata monumentale rientra dell'ampia opera di urbanizzazione che coinvolse tutta l'area attigua al torrente Bisagno e alla quartiere Foce, a cavallo fra l'Ottocento e la prima metà del Novecento. Fu progettata e realizzata fra il 1922 e il 1938 dall'architetto e urbanista di Alfredo Fineschi, con la collaborazione dl padre, Pietro Fineschi, i quali operarono ampiamente nel capoluogo, costruendo anche l'attiguo palazzo razionalista della questura di Genova.
Qui era il raccordo tra le mura della città, rispettivamente dette Mura Vecchie e Mura Nuove, che procedeva con una serie di terrazze orizzontali dal cinquecentesco Bastione Superiore del Prato alle seicentesche Fronti Basse. Spianate queste nel 1891, tre decenni dopo la discesa fu risistemata nell'assetto contemporaneo.
Nel 2010 è stata sottoposta a riqualificazione.

## Descrizione
Di struttura ampia, la scalinata è costituita da due ariose rampe distinte separate da un'aiuola inclinata su più piani e coltivata a prato inglese. L'aiuola è suddivisa verticalmente in tre sezioni (precedute da una quarta, decorata con àncore stilizzate) in ognuna delle quali spicca il disegno che richiama simbolicamente una per una le tre caravelle usate da Cristoforo Colombo per la sua impresa nella scoperta dell'America (1492). Le caravelle sono realizzate con decorazioni floreali all'interno delle stesse aiuole.
La scalinata si affaccia davanti al grande arco di trionfo, l'arco della Vittoria, dedicato ai caduti della prima guerra mondiale che campeggia al centro dell'antistante piazza della Vittoria.
La scalinata, perpendicolare alla sottostante via intitolata ad Armando Diaz, ascende al lato destro del liceo classico Andrea D'Oria e alla sinistra del palazzo della Questura, con un ampio giardino che si protende verso le mura delle Cappuccine, per raggiungere la spianata di Carignano.